# Datação absoluta
A datação absoluta é o processo de determinar uma idade em uma cronologia especificada em arqueologia e geologia. Alguns cientistas preferem o termo datação cronométrica, já que o uso da palavra "absoluta" implica uma certeza injustificada de precisão. A datação absoluta fornece uma idade numérica ou intervalo em contraste com a datação relativa que coloca os eventos em ordem sem qualquer medida de idade entre os eventos. Realiza-se em laboratório, recorrendo a instrumentos e técnicas de grande complexidade.
Na arqueologia, a datação absoluta é geralmente baseada nas propriedades físicas, químicas e de vida dos materiais dos artefatos, edifícios ou outros itens que foram modificados por humanos e por associações históricas com materiais com datas conhecidas (moedas e história escrita). As técnicas incluem anéis das árvores na madeira, datação por radiocarbono da madeira ou ossos e métodos de datação com carga aprisionada, como a datação por termoluminescência de cerâmicas vidradas. Moedas encontradas em escavações podem ter sua data de produção escrita nelas, ou pode haver registros escritos descrevendo a moeda e quando ela foi usada, permitindo que o local seja associado a um determinado ano civil.